# Whitehall (Montana)
Whitehall – miasto w Stanach Zjednoczonych, w stanie Montana, w hrabstwie Jefferson.